# Концентраторна сонячна система теплопостачання населених пунктів
Концентраторна сонячна система теплопостачання населених пунктів (Concentrator solar system of heat supply for populated areas) — теплоелектростанція, в якій зосереджена енергія сонячного випромінювання використовується як джерело тепла в термодинамічному циклі перетворення теплової енергії в механічну за допомогою парогенератора, а потім в електричну енергію, частина тепла з сонячної теплоелектростанції йде на обігрів будівель та споруд.
Енергетичні параметри концентраторної сонячної теплоелектростанції визначаються через параметри і характеристики опалюваних будівель. Важливу частину сонячних теплоелектростанцій складають оптичні концентратори, призначені для збирання енергії широкого спектрального потоку сонячних випромінювань, каналізації та транспортування їх на невеликий за площею але високоефективний приймач сонячної енергії. Найбільш вживаними та доопрацьованими на сьогодні є відбиваючі (дзеркальні) однокомпонентні та багатокомпонентні сонячні концентратори. Важливою особливістю цих пристроїв є відсутність хроматичних аберацій. Корекція інших викривлень хвильового фронту, що відносяться до аберацій 3-го та вищих порядків, досягається використанням асферичних (параболічних, гіперболічних та інших) поверхонь. Потрібно відзначити, що тільки параболічне дзеркало створює стигматичне зображення безкінечно віддаленої точки, що знаходиться на його оптичній вісі. Тому на практиці в сонячних теплоелектростанціях переважно використовуються параболічні тарілкоподібні дзеркальні концентратори, здовжені (циліндричні, параболо-циліндричні, гіперболо-циліндричні) концентратори та багатоелементні концентратори на основі плоских дзеркал (геліостатів), характерних для сонячних електростанцій баштового типу. Менш поширеними є конструкції двокаскадних дзеркальних концентраторів — оптичних систем, які складаються з двох дзеркал, розташованих одне за одним по ходу оптичного променя, кожне з них відповідає за сходження променів. Типовим прикладом двокаскадної конструкції є схема Кассегрена.
Фізичні основи побудови концентраторних сонячних теплоелектростанцій розглянуто у багатьох публікаціях.
Зокрема, друге видання книги «Концентраторні сонячні енергетичні технології» під редакцією К. Лавгроува і В. Стайна представляє комплексний огляд новітніх технологій і знань, від фундаментальної науки до проектування, розробки та застосування концентраторних сонячних систем. Розглядаються, зокрема, питання вибору місця розташування теплоелектростанції, проводиться також соціально-економічна та екологічна оцінка проекту. Головна ж увага зосереджена на концентраторних технологіях та системах виробництва тепла та електричного струму, включаючи, зокрема, концентраторні системи енергопостачання на основі лінійних рефлекторів Френеля (LFR), сонячні термальні електростанції з параболо-циліндричними концентраторами кюветного типу, сонячні термальні електростанції баштового типу, сонячні термальні електростанції з тарілкоподібними параболічними концентраторами та концентраторні фотоелектричні системи. Досліджуються також технології накопичення теплової енергії, гібридизації з електростанціями, які працюють на викопному паливі, і довгостроковий ринковий потенціал технології CSP. Робиться висновок, що термальні сонячні концентраторні системи кюветного та баштового типу з накопичувачами теплової енергії мають велику перевагу перед іншими сонячними технологіями, оскільки вони пропонують стабільне постачання електроенергії, пом'якшуючи проблеми перебоїв. Проте, висока енергетична ефективність цих систем досягається лише в місцевостях з великим рівнем сонячної радіації, що обмежує їх географічне застосування.
Автори довідника з концентраторних фотоелектричних технологій під редакцією К. Альгора та І. Рей-Столле, який вийшов друком  у видавництві John Wiley & Sons, Ltd. у 2016 році, зосереджені на огляді фотоелектричних концентраторних модулів а також складових елементів конструкцій: рефракційних концентраторів та багатоперехідних напівпровідникових сонячних елементів, що працюють на рівнях концентрації від кількох сотень до понад тисячі «сонць». Збірник статей під загальною редакцією Д. Ляна, і К. Чжао розкриває сучасні підходи до проектування та впровадження параболічних та люмінесцентних концентраторів, які використовуються для накачування лазерів сонячним випромінюванням. Книга Дж. Чавеса  висвітлює питання розрахунку, проектування та виготовлення концентраторів сонячної енергії.
Збіжними по темі є книги інших авторів, зокрема: М. Маккея, яку можна розглядати як введення до сонячних енергетичних технологій, що висвітлює такі аспекти як термоядерні реакції у Сонці, сонячні випромінювання, проходження випромінювань  через атмосферу Землі, термодинаміка закритих й відкритих систем, поглинання світла, фотоелектричний ефект, фотоелектричні пристрої і поширює поняття сонячної енергії на енергію вітру, гідроенергію, хвилі, припливи, біомасу тощо; С. К. Педдапеллі та П. Віртіка, в якій розглядаються останні досягнення в галузі сонячної та вітрової енергетики, матеріал книги охоплює, зокрема, сонячне енергетичне обладнання, вітрові енергетичні системи, системи накопичення енергії, біоенергетичні технології, гібридні системи відновлюваної енергії а також методи вимірювання параметрів цих систем; Б. Нортона, яка охоплює широкий спектр технологій перетворення сонячної енергії для отримання тепла або для виробництва електроенергії чи охолодження; В. Сіварама про те, як системні інновації можуть додати гнучкості світовим електромережам та іншим енергетичним системам, щоб вони могли надійно спрямовувати ненадійну енергію Сонця; Е. В. Дікінсона; Ш. Уайта, що висвітлює теорію та практику сонячних фотоелектричних систем у розрізі навчальної програми NABCEP; М. Каноглу, Ю. Ченгеля та Дж. М. Цимбала, що розглядає основні види відновлюваної енергії (сонячну, вітрову, гідроенергію, біомасу, припливи та хвилі, а також водень і паливні елементи) у рамках термодинаміки та механіки рідин; Х. Біскерта, котра вивчає широкий спектр потенційних матеріалів і пристроїв для перетворення та зберігання сонячної енергії, зокрема, аналізує властивості органічних сонячних панелей, літій-йонних батарей, світловипромінювальних діодів і напівпровідникових матеріалів для виробництва водню шляхом розщеплення води, наноструктурованих і перовскітних сонячних елементів на основі галогенідів свинцю тощо.
Частина авторів бачить майбутнє  концентраторних технологій у побудові складних систем, у яких виробництво електричної енергії комбінується з виробництвом водню та/або тепла з наступною адресацією енергії на конкретні проекти. М Ф. Калісе та ін. аналізують процеси, технології та системи виробництво водню за допомогою енергії сонячного випромінювання, починаючи від електролізу води за допомогою енергії сонячних панелей. С. А. Кале пов'язує сталий розвиток людства з прискореним впровадженням передових сонячних та вітроенергетичних технологій по всьому світу і відмічає зростаючу тенденцію застосування сонячної теплової енергії наряду з фотоелектричною енергію. Книга Ш. Горджяна та А. Шукли містить вичерпні та сучасні знання про фотоелектричні технології перетворення сонячної енергії в контексті останніх науково-технічних досягнень та охоплює застосування PV систем у містах, промисловості та сільському господарстві. Підручник С. Калогіру містить знання з усіх областей інженерії сонячної енергії, від фундаментальних основ до аналізу практичних сонячних технологій гарячого водопостачання, обігріву та охолодження приміщень, теплопостачання технологічних промислових процесів, сонячного опріснення води, у тому числі, з використанням фотоелектричних та вітроенергетичних систем. Л. Шиллер та М. Плінке у своїй роботі досліджують можливість створення цілорічної сонячної теплиці з нульовим енергоспоживанням у будь-якому кліматі без використання викопного палива. Книга Р. Пателя та О. Бейка висвітлює технологічні та соціально-економічні аспекти відновлюваної енергії і обговорює вітроенергетичні технології, сонячні фотоелектричні технології та великомасштабні технології зберігання енергії.

## Базова схема
На основі аналізу переваг та недоліків існуючих термальних сонячних систем енергозабезпечення, вивчення існуючих систем теплопостачання та гарячого водопостачання можна сформулювати наступні вимоги до конструкції концентраторної сонячної системи теплопостачання:
- збирання сонячного випромінювання широкого діапазону оптичного спектру з великої площі поперечного перетину сонячного пучка та спрямування його на приймач сонячної енергії;
- максимальне поглинання енергії сонячних випромінювань широкого діапазону оптичного спектру приймачем;
- накопичення та збереження теплової енергії в теплових акумуляторах з високим коефіцієнтом теплозбереження;
- висока енергетична ефективність, високий коефіцієнт корисної дії (ккд);
- віддача енергії, накопиченої в теплових акумуляторах, для обігріву приміщень, гарячого водопостачання і таке інше;
- сумісність з іншими системами енергопостачання, зокрема, заснованими на спалюванні органічного палива;
- можливість агрегатування і нарощування  потужності теплопостачання міста чи регіону шляхом автономного теплопостачання потужністю до 1 Гкал/год, децентралізованого теплопостачання потужністю 1–3 Гкал/год, помірно-централізованого теплопостачання потужністю 3–20 Гкал/год, централізованого теплопостачання потужністю понад 20 Гкал/год;
- безпека експлуатації для споживачів та довкілля.

Зміщення напряму застосування сонячних термальних технологій у бік переважного виробництва тепла потребує зміни архітектури побудови термальних сонячних систем. Значною мірою змінюються також конструкції окремих складових частин, а деякі базові елементи мають бути створені заново, що зветься, «з нуля».
Виконання проектів створення концентраторних термальних сонячних станцій має обов'язково відбуватись з урахуванням їх районування, одні підходи мають застосовуватись при інтеграції термальних станцій з існуючими будівлями та спорудами, і зовсім інші підходи мають використовуватись при зведенні термальних станцій, які призначені для енергозабезпечення новобудов. Але як у першому так і в другому випадках має зберігатись бережне відношення до місцевої флори та фауни, а техніко-експлуатаційні заходи мають спрямовуватись на попередження тяжких екологічних наслідків.
Принцип дії системи заснований на концентрації сонячних випромінювань, акумуляції їх тепла шляхом нагріву теплоносія в денні сонячні часи з наступним використанням акумульованого тепла для обігріву приміщень протягом доби.
Базова схема концентраторної сонячної системи теплопостачання будівель та споруд включає сонячний концентратор SC, систему слідкування за Сонцем TK, тепловий приймач (HR) TR та акумулятор тепла TS. В окремих випадках термальна сонячна система може включати допоміжний фотоелектричний перетворювач PVС.
Сонячний концентратор SC зібрано по схемі Кассегрена і складається з двох дзеркал — головного параболічного дзеркала M1, першого по ходу оптичних променів SR, та допоміжного дзеркала M2, другого по ходу оптичних променів. Головне параболічне дзеркало сонячного концентратора представляє собою тарілкоподібний параболічний концентратор, форма якого утворена обертанням параболи відносно своєї осі. Виготовлення тарілкоподібного концентратора великих розмірів пов'язано з труднощами, тому на практиці використовують дзеркальний фацетний концентратор (Mirror faceted concentrator), що складається з окремих дзеркал плоскої або криволінійної форми, які формують загальну відбиваючу поверхню. Підкладкою дзеркалам слугують скляні або металеві пластини. Як відбиваюче покриття використовується срібло або алюміній. Дзеркальний концентратор збирає сонячні випромінювання у фокальній площині у вигляді точкової плями.  
Сонячний концентратор встановлюється на системі слідкування за Сонцем TK, що є електромеханічним пристроєм, який спрямовує оптичну на Сонце з метою максимального збирання на поверхні приймача сонячних випромінювань.
Тепловий приймач HR (TR) є вмонтованою в металевий корпус трубопровідною системою, крізь яку циркулює теплоносій (вода або розчин солі). Металева частина теплового приймача характеризується високим поглинанням сонячних випромінювань. Тепло від теплового приймача відводиться робочою рідиною і через теплообмінник віддається основній масі рідини. що знаходиться в резервуарі — акумуляторі теплової енергії TS.
Акумулятор тепла TS є резервуаром з робочою рідиною (теплоносієм), що характеризується високою питомою теплоємністю та/або великим значенням ентальпії фазового переходу. В теплоізольовану ємність резервуара RS вмонтовано теплообмінники НЕ І та НЕ II, контур відведення тепла від сонячного концентратора до теплового акумулятора SC→TS та — контур підведення тепла до споживачів TS→ UR. У спрощеному вигляді робочою рідиною може виступати вода. При більш прискіпливому підході як теплоносій використовуються розчини солей, які мають вищу точку кипіння та більшу питому теплоємність (ентальпію фазового переходу).
Фотоелектричний перетворювач PVC — допоміжний напівпровідниковий фотоелектричний перетворювач енергії сонячних випромінювань в електричний струм. Він працює в сфокусованих оптичних пучках при великій концентрації сонячної енергії, тож, економічно виправданим буде використати як фотоелектричний перетворювач високовартісну, але енергоефективну багатопрошаркову структуру, що може поглинати широкий спектр сонячних випромінювань, включаючи видимі та інфрачервоні електромагнітні хвилі.
Концентраторна сонячна система теплопостачання будівель функціонує наступним чином. Система слідкування за Сонцем TK оптичного концентратора визначає положення світила і постійно виконує корекцію кутового положення оптичного концентратора SC з метою максимального збирання сонячних випромінювань SR на тепловий приймач HR, в якому циркулює рідинний теплоносій. Тепло від теплового приймача відводиться робочою рідиною і через теплообмінник SC→TS віддається основній масі рідини. що знаходиться в резервуарі — акумуляторі теплової енергії TS. Накопичення тепла відбувається до того часу, поки температура теплоносія в резервуарах досягне необхідного критичного рівня. З цього моменту концентраторна система може автоматично переключитись на виробництво електроенергії. При цьому тепловий приймач HR видаляється з місця сходження променів Сонця (точки фокуса оптичного концентратора), і на його місце встановлюється фотоелектричний перетворювач PVC. Отриманий за його допомогою електричний струм використовується у внутрішній електричній мережі комбінованої системи теплопостачання, або ж передається до загальної електромережі UR.
Секційна агрегатована сонячна система теплопостачання з підземним розташуванням водяного акумулятора теплової енергії включає ряд сонячних концентраторів базової конструкції, що дозволяє збільшити кількість зібраних сонячних випромінювань пропорційно числу секцій. У схемі використовується водяний акумулятор теплової енергії підземного розташування. Він складається із кількох цистерн-ємностей, які забезпечують накопичення необхідної кількості теплової енергії.
У разі необхідності сонячна система теплопостачання може працювати в комбінації з автономною фотоелектричною сонячною системою виробництва електроенергії. Комбінована сонячна система виробництва теплової та електричної енергії включає фотоелектричний сонячний модуль та концентраторну сонячну систему, наприклад, з наземним розташуванням водяного акумулятора тепла.
Принципи побудови базової схеми застосовні для створення концентраторних сонячних систем теплопостачання різної потужності та різного цільового використання.

## Концентраторна система автономного теплопостачання малої потужності
Концентраторна сонячна система автономного теплопостачання малої потужності включає сонячний концентратор SC, систему слідкування за Сонцем TK, тепловий приймач TR та акумулятор тепла TS.
Концентраторна сонячна система теплопостачання будівель функціонує наступним чином. Система слідкування за Сонцем TK оптичного концентратора визначає положення світила і постійно виконує корекцію кутового положення оптичного концентратора SC з метою максимального збирання сонячних випромінювань SR на тепловий приймач TR (HR), в якому циркулює рідинний теплоносій. Тепло від теплового приймача відводиться робочою рідиною і через теплообмінник SC→TS віддається основній масі рідини. що знаходиться в резервуарі — акумуляторі теплової енергії TS. Накопичення тепла відбувається до того часу, поки температура теплоносія в резервуарах досягне необхідного критичного рівня. З цього моменту концентраторна система може автоматично переключитись на виробництво електроенергії за допомогою фотоелектричного перетворювача PVC.
Відстані між оптичним концентратором та акумулятором тепла, між акумулятором тепла та будівлею визначаються особливостями забудови, наявністю вільного простору для розташування, кліматичними умовами використання та іншими факторами. Значний виграш в енергоефективності можна отримати при близькому розташуванні системи теплопостачання та будівлі. Якщо таке «сусідство» виключається, окрім традиційних трубопровідних систем теплопередачі може бути застосована оптична система транспортування енергії сонячних випромінювань від сонячного концентратора до акумулятора тепла, яка виконана, наприклад, на основі оптичного кабелю.
З метою забезпечення надійності та безперебійності роботи концентраторна сонячна система теплопостачання може бути комбінована з газовим або електричним бойлером. Подібна система загальною потужністю 120 кВт (432 МДж за годину) забезпечує теплопостачання будівлі загальною площею до 3000 м2.
Метою і задачами розробки концентраторної сонячної  теплоелектростанції є встановлення вихідних даних опалюваних приміщень будівель, визначення параметрів та характеристик концентраторної сонячної теплоелектростанції а також оцінка її екологічних переваг.
Параметри і характеристики опалюваних будівель: опалювана площа приміщень будівель SBDG; питома інтенсивність втрат тепла приміщеннями будівель ІTEL; втрати тепла приміщеннями будівель  EBDG протягом доби, місяця та опалювального сезону.
Параметри і характеристики концентраторної сонячної теплоелектростанції: потужність потоку сонячних випромінювання, які падають на один концентратор PSС-SR,  сумарна потужність потоку сонячних випромінювань, які падають на всі концентратори сонячної теплоелектростанції PSРР-SR, теплова потужність одного сонячного концентратора PSC-TE; теплова потужність концентраторної сонячної теплоелектростанції PSРР-TE; кількість сонячних концентраторів у системі NSC; площа охоплення одного сонячного концентратора АSС; сумарна площа охоплення всіх концентраторів сонячної теплоелектростанції АSРР; час повного термодинамічного циклу, протягом якого ведеться неперервне теплопостачання tHS; тривалість дії сонячних випромінювань tSPP; коефіцієнт використання відновлюваної енергії потоку сонячних випромінювань ζSR (коефіцієнт корисної дії сонячного концентратора kSС), ζSR = kSС; кількість ЕSРР-TE та вартість PPRΣ річного виробітку теплової енергії; ціна одиниці теплової енергії pPR (US$/Дж); маса mСТ та об'єм VHTF теплоносія (наприклад, води) в акумуляторі тепла; питома теплоємність теплоносія cHC; сумарна теплоємність теплоносія в акумуляторі тепла QTS; різниця кінцевої і початкової температур  теплоносія ΔT.
Котельня на органічному паливі: середньодобова потужність системи теплопостачання PHS; кількість ЕHSΣ та вартість PPRΣ річного виробітку теплової енергії; ціна одиниці теплової енергії pPR (в US$/Дж); коефіцієнт корисної дії котельні kHS; втрати тепла при транспортуванні від традиційної котельні kTR до споживачів; питома теплотворна здатність РOFF органічного палива (природного газу) сOFF = 32,7 МДж/м3; маса mOFF або об'єм VOFF та вартість органічного викопного палива, яке заощаджується при функціонуванні концентраторної сонячної теплоелектростанції протягом року.
При розрахунках системи теплопостачання основними вихідними даними є місце розташування будівель, наявність інфраструктури, площа прибудинкових територій, площа (об'єм) опалюваних приміщень будівель SBDG та питома інтенсивність втрат тепла приміщеннями будівель ІTHL.
Питома інтенсивність втрат тепла приміщеннями будівель ІTEL визначається як середньостатистичне значення кількості тепла, що втрачається приміщеннями будівлі в опалювальний сезон за одиницю часу в розрахунку на 1 м2 площі.
Для забезпечення життєдіяльності втрати тепла мають компенсуватись рівнозначним постачанням тепла із системи опалення.
Потужність сонячних концентраторів обмежена, тож, відбір сонячної енергії з усієї площі поперечного перетину потоку сонячних випромінювань можна досягти використанням ряду з NSС сонячних концентраторів, кожен з яких має теплову потужність PSС-TE.
Сумарний к.к.д. сонячних теплоелектростанцій в режимі виробництва тепла визначається ефективністю перетворення сонячної енергії в теплову, втратами теплової енергії при її транспортуванні до накопичувача тепла, втратами теплової енергії в процесі її зберігання а також втратами енергії на шляху теплоносія до споживача.
Кількість органічного викопного палива (наприклад, об'єм VOFF природного газу) з питомою теплотворною здатністю сOFF, який заощаджується при використанні сонячної теплоелектростанції протягом опалювального сезону, розраховується через  коефіцієнт корисної дії системи опалення на органічному паливі kOFF та теплову енергію.

## Концентраторна система теплопостачання середньої потужності
Концентраторна сонячна система теплопостачання середньої потужності включає будівлю BDG, секційний сонячний концентратор SC з системою слідкування за Сонцем та підземний  тепловий акумулятор TS з контуром підведення тепла від сонячного концентратора до теплового акумулятора SC→TS а також контуром відведення тепла до споживачів TS→UR. Система призначена для теплопостачання приміщень великої житлової будівлі або групи будівель загальною площею приміщень 60 000 м2.
Схема концентраторної сонячної системи теплопостачання середньої потужності з підземним розташуванням водяного акумулятора тепла, яка комбінована з газовим бойлером, включає кілька рядів (полів) геліостатів (систем слідкування за Сонцем TК) з монтованими на них параболічними дзеркальними оптичними концентраторами SC та приймачами тепла TR (HR), тепловий акумулятор TS та газовий бойлер GВ. Водяний акумулятор тепла TS виконано у вигляді ряду термоізольованих цистерн, заповнених теплоносієм та з'єднаних між собою та приймачами тепла трубчатими теплообмінниками SC→TS (контур відведення тепла від сонячного концентратора до теплового акумулятора) та TS→UR (контур підведення тепла до споживачів). Подібна система призначена для теплопостачання групи будинків загальною площею приміщень більше 60000 м2.
Акумулювання теплової енергії 345,6 ГДж протягом доби для обігріву житлової площі 100000 м2 забезпечується теплоносієм–водою об'ємом 1180 м3. Якщо взяти до уваги період збирання сонячного випромінювання (6 годин), реальний об'єм теплоносія може бути суттєво зменшено.
Для обґрунтуванні можливості використання концентраторних сонячних технологій  теплопостачання можна скористатись вартістю природного газу, що заощаджується при використанні концентраторної сонячної системи теплопостачання. Так, при опалюванні приміщень будівель, рівних за площею, традиційною котельнею витрати природного газу склали б 2,11 млн.м3. У грошовому еквіваленті економія органічних ресурсів протягом 10 років при ціні природного газу 500$/1000 м3, приблизно, складає US$ 10,55 млн. До уваги також треба взяти те, що тривалість опалювального сезону обмежується у наших широтах половиною року, відповідно, у іншу половину року система може працювати, наприклад, у режимі виробництва електроенергії.

## Концентраторна система теплопостачання підвищеної потужності
Концентраторна сонячна система теплопостачання підвищеної потужності з підземним розташуванням водяного акумулятора тепла, яка комбінована з газовим бойлером, складається із кількох автономних концентраторних систем теплопостачання СSPS1, СSPS2, газового бойлера GВ та теплового акумулятора TS. Система призначена для теплопостачання групи будівель або мікрорайону загальною площею приміщень більш як 120 000 м2.
До складу концентраторної сонячної системи теплопостачання підвищеної потужності зі змішаним підземним та наземним розташуванням водяного акумулятора тепла, яка комбінована з газовим бойлером, входять кілька автономних систем теплопостачання СSPS1, СSPS2, газовий бойлер GВ  та тепловий акумулятор TS.
Акумулювання теплової енергії 3456 ГДж протягом доби для обігріву житлової площі 1000000 м2 забезпечується теплоносієм–водою об'ємом 11800 м3. Якщо взяти до уваги короткий період збирання сонячних випромінювань (6 годин), реальний об'єм теплоносія може бути зменшено. При опалюванні приміщень будівель традиційною котельнею витрати природного газу склали б 21,1 млн.м3. У грошовому еквіваленті економія органічних ресурсів протягом 10 років при ціні природного газу 500$/1000 м3 приблизно складає US$105,5 млн. До уваги також треба взяти те, що тривалість опалювального сезону обмежується у наших широтах половиною року, відповідно, в іншу половину року система може працювати, наприклад, у режимі виробництва електроенергії.

## Змішані сонячно-вітрові системи теплопостачання
В місцевостях з обмеженою кількістю сонячної радіації раціонально використовувати вітротурбінні системи виробництва, накопичення та постачання тепла населеним пунктам [3, 4]. В районах з високою сонячною активністю та значними вітрами доцільно використовувати змішані сонячно-вітрові системи теплопостачання будівель та споруд. На рис. 2.24 показана комбінована сонячно-вітрова система генерації, накопичення та постачання тепла з підземним розташуванням акумулятора тепла, що складається з вітроенергетичної установки WPS та концентраторної сонячної системи теплопостачання СSPS.
Секційна сонячно-вітрова система генерації, накопичення та постачання тепла мікрорайону включає вітротурбінні системи теплопостачання. WTТS1, WTТS2 та концентраторні сонячні системи теплопостачання CSPP1, CSPP2.
Перехід на багаторівневе теплопостачання, використання автономних систем опалення житлових та нежитлових будівель, переведення опалення на альтернативні види енергії дозволяють зменшити витрати органічних енергоресурсів. Зокрема, перехід на автономне теплопостачання окремих будинків та груп будинків усуває втрати теплової енергії при її транспортуванні, враховуючи, що в комунальному господарстві країни теплова енергія транспортується до споживачів трубами великої довжини (12000 км) з вкрай зношеною теплоізоляцією і пошкодженими корозією.
В умовах країни максимальний ефект від технічної модернізації систем теплопостачання досягається при оптимальному поєднанні автономної, децентралізованої, помірно–централізованої та централізованої систем теплопостачання з використанням відновлювальних джерел енергії сумісно з традиційним енергетичним обладнанням високої якості.
Виконання пошукових науково-дослідних робіт у сфері енергозберігаючих технологій і нетрадиційних  видів  енергії, виробництво та освоєння нових видів енергозберігаючої техніки та технології потребує цільових державних та інших субсидій і безповоротного асигнування.